# Ludwigsburg
Ludwigsburg je grad u njemačkoj saveznoj pokrajini Baden-Württemberga. Nalazi se 12 km sjeverno od centra Stuttgarta. 
Glavna atrakcija grada je dvorac Rezidencijski dvorac Ludwigsburg s velikim baroknim parkom.